# 葉大受
葉大受（？—？），字茂實，號成我，浙江紹興府余姚县人，明朝政治人物。

## 生平
万历三十一年（1603年）癸卯科浙江乡试舉人，三十二年（1604年）甲辰科进士，禮部觀政，授湖廣浏阳县知县，三十五年调建阳县，四十二年升工部主事，四十三年钦降两淮运判。泰昌元年（1620年）升南兵部主事，天启元年（1621年）升武选司郎中，三年閑住，五年補兵部職方司郎中，六年削籍为民。崇祯元年（1628年）補北兵部武選郎中，二年升河南参议，三年加升副使，四年升山东右参政。